# Gaz jednoatomowy

Fig. 1 W przedstawionej animacji rozmiar atomów helu przedstawiony jest proporcjonalnie do odległości między cząsteczkami jakie są przy ciśnieniu 136 atmosfer. Prędkość ruchu, odpowiadająca temperaturze pokojowej, została spowolniona dwa biliony razy lub odpowiada temperaturze 0,0003 K.

Gaz jednoatomowy – gaz złożony z pojedynczych atomów.
W termodynamice klasycznej do opisu właściwości gazów przyjmuje się uproszczony model gazu doskonałego. Model ten zakłada między innymi, że 1) gaz składa się z pojedynczych, punktowych cząstek, 2) cząstki te nie oddziałują ze sobą poza zderzeniami.
Założenia te stosują się szczególnie dobrze do gazów szlachetnych, pod niezbyt wysokim ciśnieniem. Gazy te składają się najczęściej z pojedynczych atomów. Do gazów tych należą hel, neon, argon, krypton, ksenon oraz radon. Długo uważano, że gazy szlachetne nie tworzą związków chemicznych. Aktualnie wiadomo, że jedynie hel nie tworzy trwałych związków chemicznych. Jednak i pozostałe gazy szlachetne wchodzą bardzo trudno w reakcje, i to w szczególnych warunkach.
W warunkach normalnych tylko gazy szlachetne są jednoatomowe. Ale w dostatecznie wysokiej temperaturze wszystkie pierwiastki tworzyłyby gazy jednoatomowe.
Jedynym sposobem ruchu molekuł gazu jednoatomowego w temperaturze pokojowej jest ruch postępowy.
Dla gazu idealnego jednoatomowego wartości ciepła właściwego molowego wynoszą:
{\displaystyle C_{V}={\frac {3}{2}}R=12,5\mathrm {\frac {J}{K\cdot mol}} =2{,}98\mathrm {\frac {cal}{K\cdot mol}} }
dla procesu zachodzącego przy stałej objętości gazu,
{\displaystyle C_{p}={\frac {5}{2}}R=20{,}8\mathrm {\frac {J}{K\cdot mol}} =4{,}97\mathrm {\frac {cal}{K\cdot mol}} }
dla procesu zachodzącego pod stałym ciśnieniem,
gdzie {\displaystyle R=8{,}31\mathrm {\frac {J}{K\cdot mol}} } jest stałą gazową.
Wynika stąd, że dla gazu jednoatomowego charakterystyczny wykładnik przemiany adiabatycznej (gamma) {\displaystyle \gamma =C_{p}/C_{v}=5/3} (w odróżnieniu np. od wartości 7/5 dla gazu dwuatomowego w temperaturze pokojowej, gdzie cząsteczki dodatkowo mogą obracać się). W ogólności wartości {\displaystyle C_{p},} {\displaystyle C_{v}} zależą od liczby stopni swobody, jakie przypisuje się cząsteczce gazu. Dla gazu jednoatomowego liczba ta wynosi 3 i związana jest z ruchem translacyjnym atomu w trzech wymiarach w przestrzeni.